# Mount Carmel, Florida
Mount Carmel är en ort i Santa Rosa County i delstaten Florida, USA.